# Obendorf
Obendorf ist ein Ortsteil der Gemeinde Grabfeld im Landkreis Schmalkalden-Meiningen in Thüringen.

## Lage
Obendorf befindet sich abseits der Hauptverbindungen und wird durch die Kreisstraße 57 verkehrsmäßig erfasst. In Exdorf ist Anschluss an die Landesstraße 1131 gegeben. Die Flur liegt muldenartig auf einer Hochfläche, umgeben von bewaldeten Hügeln und Bergen der Rhön.

## Geschichte
Am 31. Dezember 1306 wurde das Dorf erstmals urkundlich erwähnt. Herrschaftsmäßig gehörte der Ort im Amt Themar zunächst zur Grafschaft Henneberg, nach 1583 zu verschiedenen sächsischen Herzogtümern und von 1826 bis 1918 zu Sachsen-Meiningen. 1920 kam er zum Land Thüringen. 1603 bauten sich die Einwohner eine Kapelle. 1843 errichteten sie das Gemeindehaus mit Schmiede und Backofen.
Heute wohnen im Ortsteil 148 Einwohner.

## Politik
Florian Büchel ist der ehrenamtliche Ortsteilbürgermeister der Ortsteile Exdorf und Obendorf in der Gemeinde Grabfeld.